# 福田里香
福田 里香（ふくだ りか、1962年 - ）は、日本の菓子研究家。著書に『まんがキッチン』や『まんがキッチン おかわり』などがある。

## 経歴
1962年、福岡県に生まれる。
1985年、武蔵野美術大学造形学部芸能デザイン学科を卒業する。
新宿高野の販売促進部に勤務したのち、30歳で独立した。
2012年、エッセイ集『ゴロツキはいつも食卓を襲う フード理論とステレオタイプフード50』が太田出版より刊行される。

## 著書
- フードラッピング +50のおいしいレシピ（1997年、柴田書店）
- クイックブレッド アンド ジャム（1999年、柴田書店）
- チョコ+スイーツ×ラッピング（2003年、NHK出版）
- つきほし（2003年、アスコム、共著）
- スチームフード（2003年、柴田書店、共著）
- スイーツ オノマトペ（2005年、筑摩書房）
- まんがキッチン（2007年、アスペクト）
- お菓子と果物の手帖（2008年、ヴィレッジブックス）
- 福田里香の水玉お菓子（2008年、主婦の友社）
- ゴロツキはいつも食卓を襲う フード理論とステレオタイプフード50（2012年、太田出版）
- 自分でつくるグラノーラ（2013年、文化出版局）
- フードを包む 基本からわかる150のラッピングアイディア+40のおいしいレシピ（2013年、柴田書店）
- おやこで作ろう こどもお菓子部（2013年、新潮社）
- 一年中おいしいアイスデザート（2014年、主婦と生活社）
- まんがキッチン おかわり（2014年、太田出版）
- 大島弓子にあこがれて お茶をのんで、散歩をして、修羅場をこえて、猫とくらす（2014年、ブックマン社、共著）
- 庭園美術館へようこそ 旧朝香宮邸をめぐる6つの物語（2014年、河出書房新社、共著）